# دم‌فلوتی
دم‌فلوتی (نام علمی: Aulopyge huegelii) نام یک گونه از تیره کپورماهیان است.